# GWR Caesar Class
GWR Caesar Class — тип товарных паровозов с осевой формулой 0-3-0, построенных Дэниелом Гучем для широкой колеи Большой западной железной дороги. Паровозы были введены в эксплуатацию с июня 1851 по февраль 1852 года и списаны с июня 1871 по июнь 1880 года.
Около 1865 года к этому же классу были причислены паровозы типов «Ариадна», «Халиф» и «Пиракмон».

## Список паровозов
| Построен | Списан | Имя         | Примечания                                                                                              |
| -------- | ------ | ----------- | --- |
| 1851     | 1880   | Цезарь      | |
| 1851     | 1872   | Дидона      | |
| 1852(?)  | ?      | Друид       | |
| 1851     | 1874   | Флоренция   | |
| 1851     | 1871   | Герон       | |
| 1851     | 1872   | Нора Крейна | Имя по стихотворению Томаса Мура «Очи Лесбии светлы» (пер. М. Яснова с англ. Lesbia hath a beaming eye) |
| 1851     | 1874   | Громобой    | Имя унаследовано от паровоза «Громобой» 1838 года.                                                      |
| 1851     | 1874   | Вулкан      | |